# Nicolás Boileau

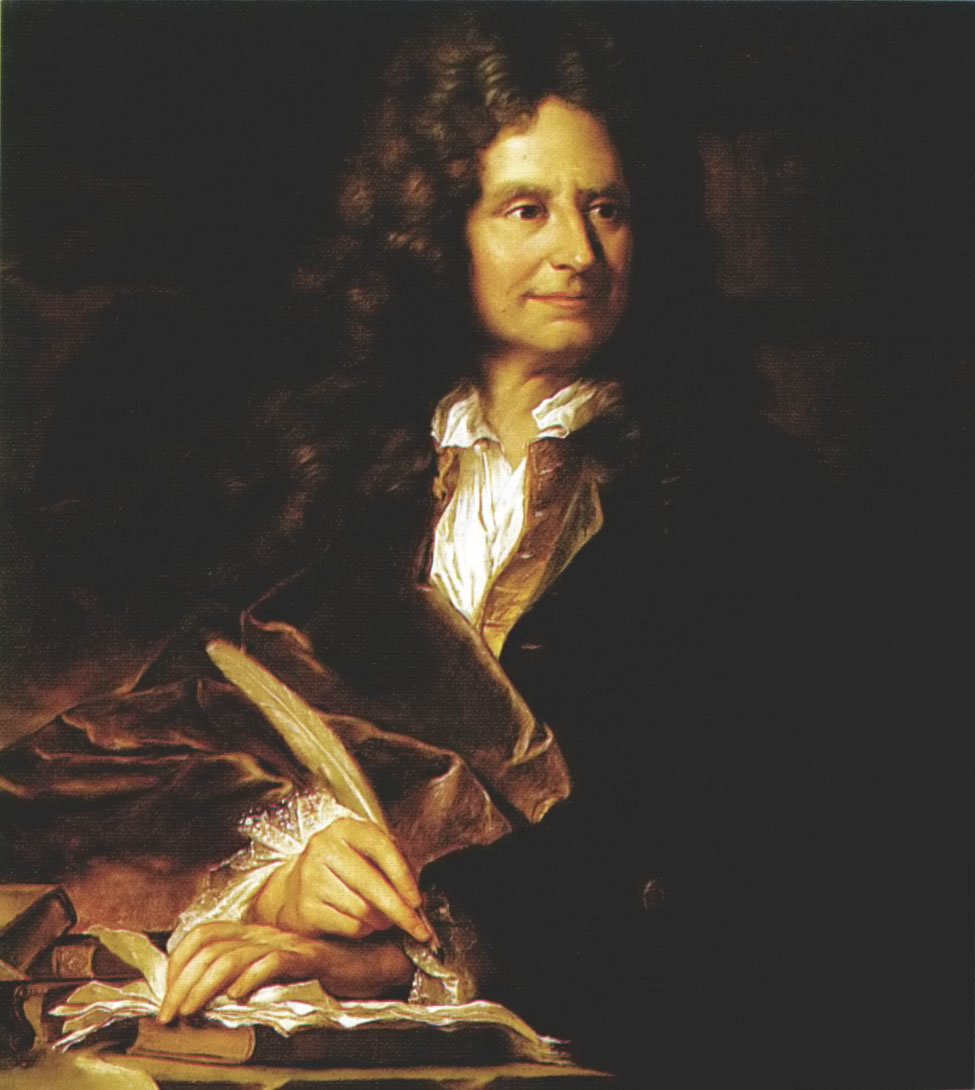
Boileau, cuadro de Rigaud.

Nicolas Boileau, llamado también Boileau-Despréaux (París, 1 de noviembre de 1636-13 de marzo de 1711) fue un poeta y crítico francés.

## Biografía
Fue el penúltimo de los dieciséis hijos de Gilles Boileau, escribano de la Cámara Parlamentaria de París. Estudió derecho en el Colegio d'Harcourt primero y luego en el de Beauvais. Se inscribió como abogado en 1656, pero pronto lo dejó.
Empezó estudios de teología en la Sorbona y obtuvo incluso un priorato (dotado con 800 libras) al que renunció a la muerte de su padre en 1657. Su herencia le permitió vivir de las rentas y dedicarse a la literatura. 
Sus primeros escritos relevantes fueron las Sátiras (1660-1667), inspiradas de las de Horacio y Juvenal, en las que critica el gusto literario de algunos de sus contemporáneos, como Jean Chapelain, autor de La doncella y Francia liberada, Philippe Quinault y Georges de Scudéry. En cambio, admiró a Molière, La Fontaine y Racine. Sus Epístolas, que aparecieron entre 1669 y 1695, muestran un estilo más maduro y sereno. Tradujo en 1674 el Tratado de lo sublime, falsamente atribuido a Longino, y escribió el principio de su Arte poético y de El atril.
Fue el protegido de Madame de Montespan, quien lo presentó al rey Luis XIV en 1674. En 1677, fue nombrado, a la vez que Racine, historiógrafo de Luis XIV. Muy apoyado por este, ingresó en la Academia Francesa en 1684.
Fue el principal teórico de la poesía francesa del siglo XVII. Representó la estética clásica y fue apodado legislador del Parnaso. Fue uno de los principales cabecillas del clan de los Antiguos en el famoso Debate de los antiguos y los modernos, polémica literaria y artística que sacudió la Academia Francesa a finales del siglo XVII y que oponía dos corrientes antagonistas en cuanto a modo de ver la cultura.

## Obras

### Poesía
- Sátiras (Les Satires), 1660
- Epístolas (Épîtres), 1674
- El arte poético (L'Art poétique), 1674
- El atril (Le Lutrin), 1674

### Ensayos
- Tratado de lo sublime (Traité du sublime), 1674
- Diálogo sobre los héroes de novela (Dialogue sur les héros de roman), 1688
- Reflexiones críticas sobre Longino (Réflexions critiques sur Longin), 1694
- Cartas a Charles Perault (Lettres à Charles Perrault), 1700